# Strikeforce
Strikeforce (англ. strikeforce — ударна сила) — міжнародна спортивна організація, що займалась підготовкою і проведенням боїв змішаного стилю та змагань з кікбоксингу. Організація діяла протягом 1985 — 2013 років, і проводила змагання за світову першість у змішаних бойових мистецтвах та кікбоксингу.
У змаганнях чемпіонату брали участь бійці з різним профілем підготовки, що надавало змогу глядачам оцінити перевагу того чи іншого бойового мистецтва і майстерність володіння ним окремого бійця. В змаганнях чемпіонату брали участь і чоловіки і жінки (роздільно, за ваговими категоріями). Чемпіонат Strikeforce — одна з найбільших галузевих організацій свого часу (див. також UFC, WEC, K-1, Pride).

## Особливості і правила
Змагання в чемпіонаті Strikeforce проходили відповідно до прийнятих у США «Загальних правил змішаних бойових мистецтв».

### Вагові категорії
В чемпіонаті Strikeforce використовувались сім основних вагових категорій:
- Легша вага: 57-61 кг (125—135 фунтів)
- Напівлегка вага: 61-66 кг (135—145 фунтів)
- Легка вага: 66-70 кг (145—155 фунтів)
- Напівсередня вага: 70-77 кг (155—170 фунтів)
- Середня вага: 77-84 кг (170—185 фунтів)
- Напівважка вага: 84-93 кг (185—205 фунтів)
- Важка вага: 93-120 кг (205—265 фунтів)

В особливих випадках можуть використовуватись такі вагові категорії:
- Найлегша вага: до 57 кг (125 фунтів)
- Суперважка вага: понад 120 кг (265 фунтів)
- Вільна вага: попередньо узгоджується сторонами

### Раунди
Кожний раунд в чемпіонаті Strikeforce тривав 5 хвилин. Рейтингові бої тривали три раунди, бої за чемпіонський титул — п'ять раундів. Перерва між раундами — 1 хвилина.

### Екіпірування бійця
Боєць допускався до змагання лише при відповідності його екіпірування вимогам правил.
Всі бійці виходили на ринг у спортивних шортах, без взуття. Футболки, сорочки, куртки і кімоно були заборонені. Бійці повинні були використовувати лише стандартні бійцівські рукавички — з відкритими пальцями, захистом для суглобів, стандартної ваги (110—170 г)

### Результати змагань

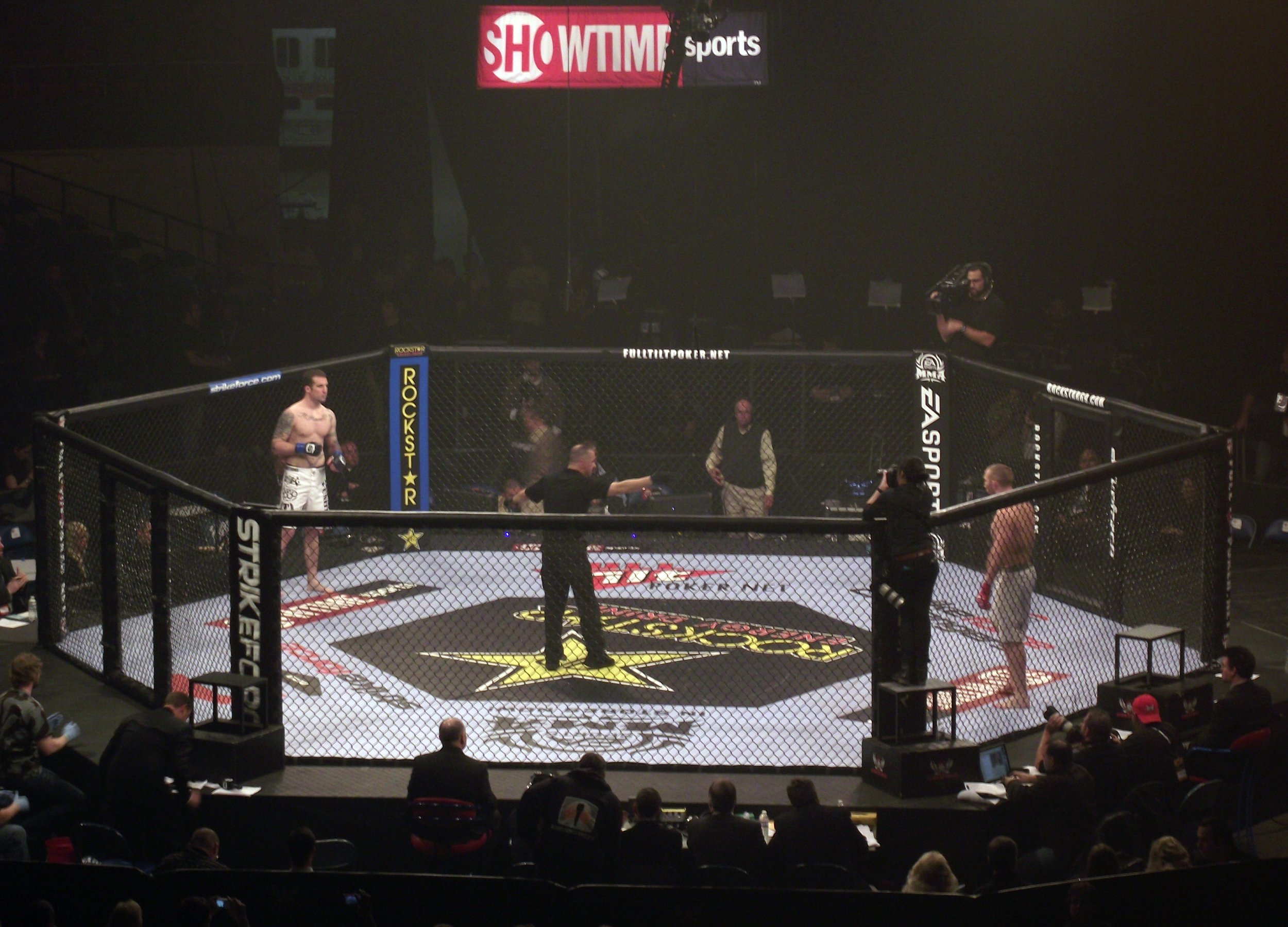
Бійці готові почати змагання.

Двобій міг бути завершений одним із наведених способів:
- Підкорення (англ. Submission): боєць міг здатися, подавши сигнал рукою (декілька легких ударів розкритою долонею по мату/по тілу суперника) або вербально.
- Технічне підкорення (англ. Technical submission): якщо боєць не міг чи не мав бажання здатися під час проведення суперником больового прийому або удушення, рефері міг констатувати технічне підкорення.
- Нокаут (англ. Knockout; KO): бійцю міг бути нанесений удар, в результаті якого він втрачав свідомість чи здатність продовжувати бій.
- Технічний нокаут (англ. Technical knockout; TKO): боєць міг втратити здатність продовжувати бій за однією з наступних причин:
  - рішення рефері (якщо рефері констатував, що боєць втратив здатність адекватно захистити себе або якщо боєць більше, ніж двічі ігнорував пропозицію рефері захиститися чи припинити бій);
  - рішення лікаря (якщо лікар констатував поранення, травмування або сильну кровотечу у бійця);
  - рішення кутового (якщо кутовий асистент бійця вирішував припинити бій).
- Рішення суддів (англ. Judges decision): в залежності від нарахованих очок судді могли ухвалити одне із таких рішень:
  - одностайне рішення (всі три судді присуджують перемогу бійцю А);
  - переважне рішення (два судді присуджують перемогу бійцю А, один суддя констатує нічию);
  - роздільне рішення (два судді присуджують перемогу бійцю А, один суддя присуджує перемогу бійцю Б)
  - одностайна нічия (всі три судді констатують нічию);
  - переважна нічия (два судді констатують нічию, один суддя присуджує перемогу одному з бійців);
  - роздільна нічия (один суддя присуджує перемогу бійцю А, один суддя присуджує перемогу бійцю Б, один суддя констатує нічию)

В деяких випадках бій міг бути завершений технічною нічиєю, технічним рішенням, міг бути визнаний таким, що не відбувся. Боєць також міг бути дискваліфікований або оштрафований.

### Нарахування очок
Три судді оцінювали кожний раунд змагань в чемпіонаті Strikeforce. Бійцю, який провів раунд краще за свого суперника, нараховувалось 10 очок. Бійцю, який провів раунд гірше свого суперника, нараховувалось 9 або менше очок. При рівній боротьбі нараховувалась рівна кількість очок. У разі порушення правил рефері та/або суддя міг ухвалити рішення про зняття очок із порушника.

## Останні чемпіони
Чоловіча першість
| Дивізіон      | Вищий поріг ваги | Чемпіон          | Дата здобуття титулу   | Захисти титулу |
| ------------- | ---------------- | ---------------- | ---------------------- | -------------- |
| Важкий        | 120 кг           | Алістар Оверім   | 16 листопада 2007 року | 1              |
| Напівважкий   | 93 кг            | Ден Хендерсон    | 5 березня 2011 року    | 0              |
| Середній      | 84 кг            | Люк Рокхолд      | 10 вересня 2011 року   | 2              |
| Напівсередній | 77 кг            | Тарек Саффідін   | 12 січня 2013 року     | 0              |
| Легкий        | 70 кг            | Гілберт Мелендес | 19 грудня 2009 року    | 4              |

Жіноча першість
| Дивізіон    | Вищий поріг ваги | Чемпіон          | Дата здобуття титулу | Захисти титулу |
| ----------- | ---------------- | ---------------- | -------------------- | -------------- |
| Напівлегкий | 66 кг            | Крістіані Сантус | 15 серпня 2009 року  | 3              |
| Легший      | 61 кг            | Ронда Роузі      | 3 березня 2012 року  | 1              |